# Lerista muelleri
Lerista muelleri är en ödleart som beskrevs av  Fischer 1881. Lerista muelleri ingår i släktet Lerista och familjen skinkar. Inga underarter finns listade i Catalogue of Life.